# Lac du Val Joyeux
Étang du Val Joyeux
Le lac du Val Joyeux, appelé aussi étang du Val Joyeux, est un plan d'eau de retenue créé par une digue - barrage sur la rivière La Fare, au pied du bourg de Château-la-Vallière, dans la partie du département français d'Indre-et-Loire appelée Touraine angevine.

## Histoire
Ce lac, possiblement créé par des moines, est déjà représenté sur une carte de l'Anjou de 1579 établie par Abraham Ortelius (au-dessus de l'ancien toponyme « Chasteaulx »). Il apparaît également sur la version de la carte de Cassini éditée dans les années 1780, où sont aussi figurés sa digue - barrage sur La Fare et le symbole d'un moulin à eau, près duquel on lit le mot « Forge ».
L'historien Jacques-Xavier Carré de Busserolle, dans son Dictionnaire géographique, historique et biographique d'Indre-et-Loire et de l'ancienne province de Touraine (Tome II, 1879), nous confirme qu'à Château-la-Vallière, qui s'est appelé « Val-Joyeux » pendant la Révolution française, « les eaux de l'étang [...] faisaient mouvoir des forges assez importantes [...] au milieu du XVIIIe siècle [...]. Ces forges cessèrent de fonctionner vers 1843 ». Le moulin à eau actionnait donc un martinet.
La toponymie communale en conserve la mémoire : une rue à l'extrémité aval du lac s'appelle « Rue des forges ».

## Caractéristiques principales
(voir infobox)

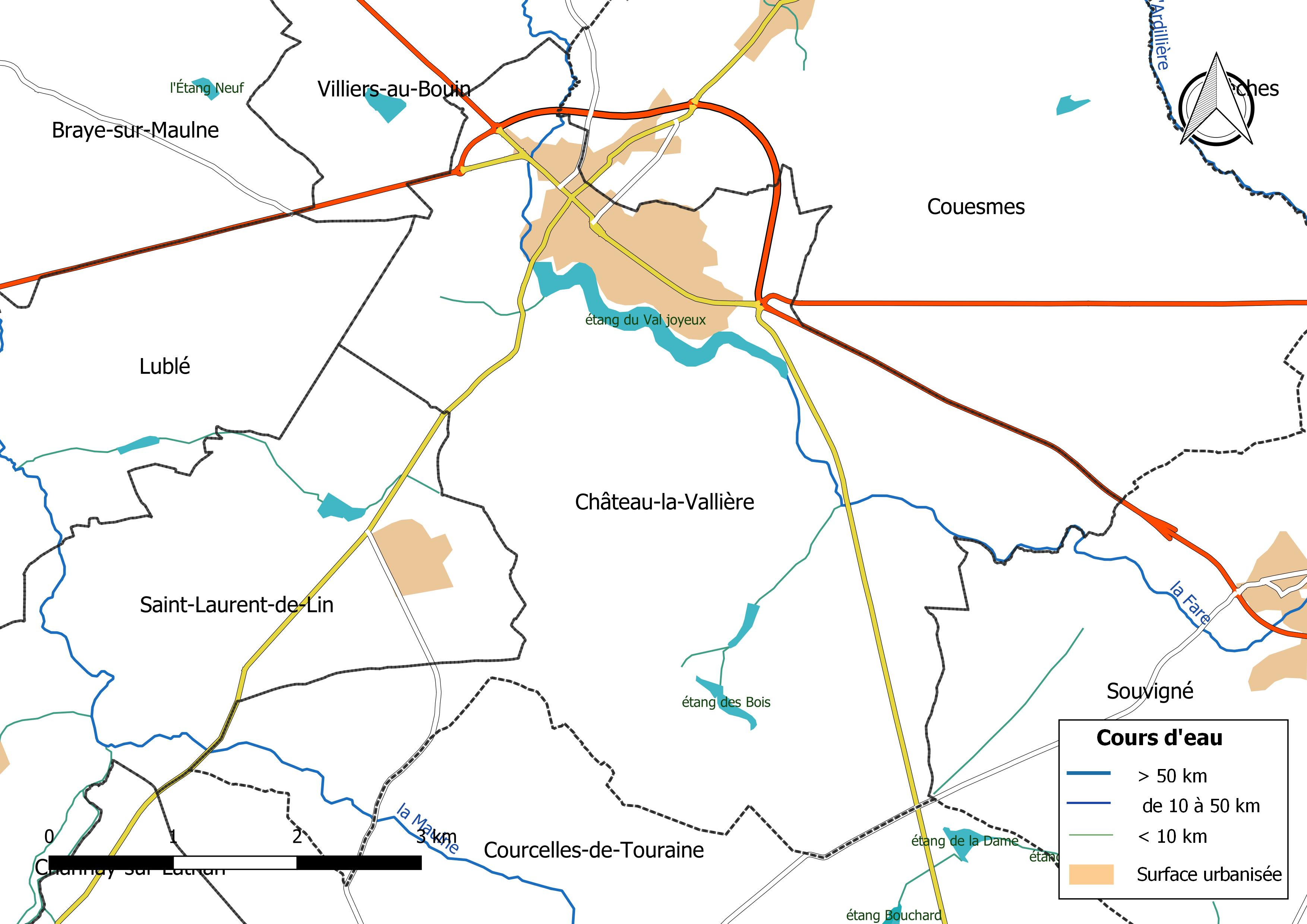
Plan de situation.

## Vie sauvage

### Oiseaux
Le lac est un lieu réputé pour son avifaune. Des observations régulières réalisées par la LPO-Touraine montrent la présence fréquente d'oiseaux aquatiques, notamment : grandes aigrettes, canards, cigognes, cormorans, cygnes, foulques, gallinules poules d'eau, goélands, grèbes, grues cendrées, hérons (des arbres situés en partie amont sur la rive gauche constituent un dortoir important), martins-pêcheurs, mouettes,.

### Poissons
Par arrêté municipal, la commune a confié la gestion piscicole et halieutique du plan d'eau, qui est classé en 2e catégorie, à la fédération de pêche d'Indre-et-Loire, aux termes d'une convention comportant des contraintes de protection de la nature. La fédération a recensé les espèces suivantes peuplant le lac : brème, brochet, carpe, gardon, perche, sandre et tanche,.

## Loisirs et tourisme
- Un sentier de 6 km qui fait le tour du lac, souvent en lisière de forêt, permet d'observer un grand nombre d'oiseaux aquatiques, ainsi que le menhir de Vaujours vers l'extrémité amont du lac, en rive gauche[13].
- À l'extrémité aval du lac, en rive gauche, la municipalité a implanté une base de loisirs avec possibilité de baignade à partir d'une plage, et de canotage sans moteur thermique[12], toutes commodités et informations pour la pêche à la ligne, ainsi que des aires de jeux et de sports[14],[15],[16],[17].

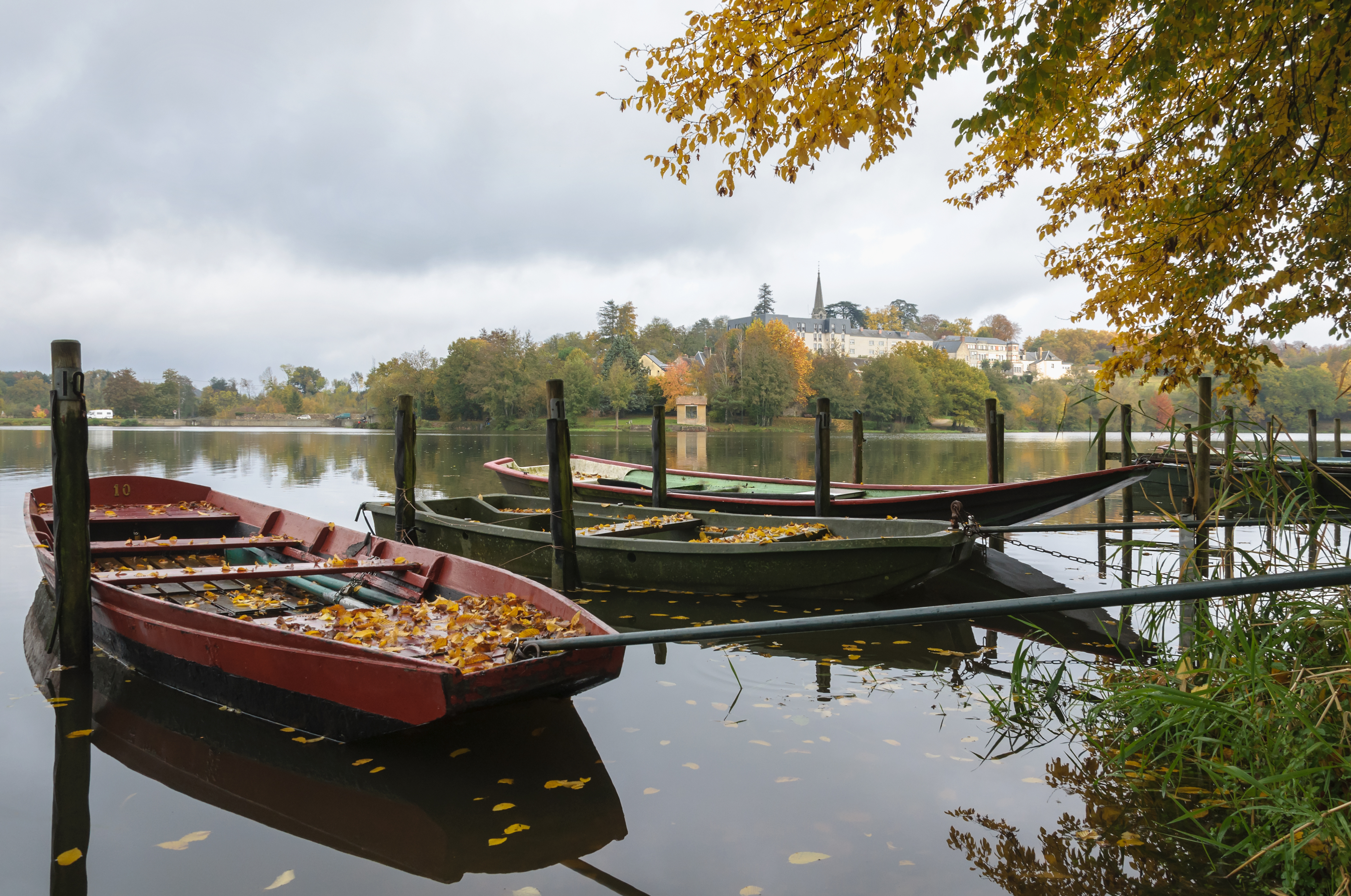
Barques à fond plat sur le lac.

- À 300 m de la plage, le camping Le Val Joyeux, classé « trois étoiles », comporte 51 emplacements[18].